# Christian Simony
Christian Simony (16. srpna 1881, Bredholt, Holstebro Kommune – 14. května 1961, Holte, Rudersdal Kommune) byl dánský obchodník a inspektor jižního Grónska.

## Životopis
Simony získal obchodní vzdělání ve Stubbekøbingu. V roce 1904 začal pracovat jako dobrovolník v Sisimiutu. V roce 1906 se přestěhoval do Maniitsoqu. Od roku 1911 byl postupně asistentem v Qaqortoqu, Nanortaliku a Nuuku. V letech 1916 až 1917 působil jako koloniální správce v Paamiutu. V letech 1918–1921 pak působil jako zplnomocněný zástupce v kodaňské administrativě. V roce 1924 byl krátce předposledním inspektorem jižního Grónska, v roce 1933 ukončil svou službu v Grónsku jako koloniální správce v Nuuku. Později pracoval ve Grónské komisi v Kodani. Byl rytířem řádu Dannebrog.

## Rodina
Christian Simony byl synem majitele Julia Simonyho a jeho manželky Laury Vilhelmine Jespersenové. Jeho dědečkem byl politik Carl Frederik Simony (1806–1872). 24. června 1908 se v Maniitsoqu oženil s dvacetiletou Carlou Østerbergovou Bistrup, která pocházela z rodiny, jež v Grónsku dlouho působila ve správě. Jejím dědečkem byl Henning Bistrup, otcem Laurits Hans Christian Bistrup (1850–1914). Z manželství vzešel mimo jiné jejich syn Carl Frederik Bistrup Simony (1909–1983), pozdější grónský guvernér.